# Prawo własności przemysłowej (ustawa)
Ustawa z dnia 30 czerwca 2000 r. – Prawo własności przemysłowej – polska ustawa normująca prawo własności przemysłowej.

## Poprzednie regulacje
Ustawa zastąpiła:
- ustawę z dnia 31 maja 1962 r. o Urzędzie Patentowym Rzeczypospolitej Polskiej (Dz.U. z 1993 r. nr 26, poz. 118),
- ustawę z dnia 19 października 1972 r. o wynalazczości (Dz.U. z 1993 r. nr 26, poz. 117),
- ustawę z dnia 31 stycznia 1985 r. o znakach towarowych (Dz.U. z 1985 r. nr 5, poz. 17),
- ustawę z dnia 30 października 1992 o ochronie topografii układów scalonych (Dz.U. z 1992 r. nr 100, poz. 498).

## Zakres regulacji
Ustawa określa:
- stosunki w zakresie wynalazków, wzorów użytkowych, wzorów przemysłowych, znaków towarowych, oznaczeń geograficznych i topografii układów scalonych,
- zasady, na jakich przedsiębiorcy mogą przyjmować projekty racjonalizatorskie i wynagradzać ich twórców,
- zadania i organizację Urzędu Patentowego Rzeczypospolitej Polskiej.

## Nowelizacje
Ustawę znowelizowano wielokrotnie. Ostatnia zmiana weszła w życie w 2023 roku.